# Duophonic
Duophonic è il primo album in studio del duo statunitense Charles & Eddie, pubblicato il 31 agosto 1992.

## Tracce
1. House Is Not a Home – 4:46
2. NYC (Can You Believe This City?) – 5:45
3. Would I Lie to You? – 4:38
4. Hurt No More – 4:33
5. I Understand – 1:10
6. Unconditional – 4:40
7. Love Is a Beautiful Thing – 4:45
8. Father to Son – 5:40
9. December 2 – 1:53
10. Be a Little Easy on Me – 5:07
11. Vowel Song – 4:15
12. Where Do We Go from Here? – 4:13
13. Shine – 7:00